# Gymnopogon fastigiatus
Gymnopogon fastigiatus är en gräsart som beskrevs av Christian Gottfried Daniel Nees von Esenbeck. Gymnopogon fastigiatus ingår i släktet Gymnopogon och familjen gräs. Utöver nominatformen finns också underarten G. f. jubiflorus.